# Оскар (кинопремия, 1970)
42-я церемония вручения наград премии «Оскар» (англ. The 42nd Academy Awards) за заслуги в области кинематографа за 1969 год прошла 7 апреля 1970 года в Dorothy Chandler Pavilion (Лос-Анджелес, Калифорния).

## Фильмы, получившие несколько номинаций
| Фильм                                                                             | номинации | победы |
| --------------------------------------------------------------------------------- | --------- | ------ |
| • Тысяча дней Анны / Anne of the Thousand Days                                    | 10        | 1      |
| • Загнанных лошадей пристреливают, не правда ли? / They Shoot Horses, Don't They? | 9         | 1      |
| • Бутч Кэссиди и Санденс Кид / Butch Cassidy and the Sundance Kid                 | 7         | 4      |
| • Полуночный ковбой / Midnight Cowboy                                             | 7         | 3      |
| • Хелло, Долли! / Hello, Dolly!                                                   | 7         | 3      |
| • Дзета / Z                                                                       | 5         | 2      |
| • Боб и Кэрол, Тед и Элис / Bob & Carol & Ted & Alice                             | 4         | -      |
| • Потерянные / Marooned                                                           | 3         | 1      |
| • Милая Чарити / Sweet Charity                                                    | 3         | -      |
| • Гэйли, Гэйли / Gaily, Gaily                                                     | 3         | -      |
| • Настоящее мужество / True Grit                                                  | 2         | 1      |
| • Расцвет мисс Джин Броди / The Prime of Miss Jean Brodie                         | 2         | 1      |
| • Волшебные машины (док.) / The Magic Machines                                    | 2         | 1      |
| • Прощайте, мистер Чипс / Goodbye, Mr. Chips                                      | 2         | -      |
| • Бесплодная кукушка / The Sterile Cuckoo                                         | 2         | -      |
| • Счастливый конец / The Happy Ending                                             | 2         | -      |
| • Воры / The Reivers                                                              | 2         | -      |
| • Беспечный ездок / Easy Rider                                                    | 2         | -      |
| • Дикая банда / The Wild Bunch                                                    | 2         | -      |
| • Тайна Санта-Виттории / The Secret of Santa Vittoria                             | 2         | -      |

## Список лауреатов и номинантов
★ Победители выделены отдельным цветом. 

### Основные категории
| Категории                                                       | Лауреаты и номинанты | Лауреаты и номинанты                                                             |
| --------------------------------------------------------------- | --- | -------------------------------------------------------------------------------- |
| Лучший фильм                                                    | ★ Полуночный ковбой (продюсер: Джером Хеллман)                                                                            | ★ Полуночный ковбой (продюсер: Джером Хеллман)                                   |
| Лучший фильм                                                    | • Тысяча дней Анны (продюсер: Хэл Б. Уоллис)                                                                              |                                                                                  |
| Лучший фильм                                                    | • Бутч Кэссиди и Санденс Кид (продюсер: Джон Формен)                                                                      |                                                                                  |
| Лучший фильм                                                    | • Хелло, Долли! (продюсер: Эрнест Леман)                                                                                  |                                                                                  |
| Лучший фильм                                                    | • Дзета (продюсеры: Жак Перрен и Ахмед Рашеди)                                                                            |                                                                                  |
| Лучший режиссёр                                                 | ★ Джон Шлезингер за фильм «Полуночный ковбой»                                                                             | ★ Джон Шлезингер за фильм «Полуночный ковбой»                                    |
| Лучший режиссёр                                                 | • Артур Пенн — «Ресторан Элис»                                                                                            |                                                                                  |
| Лучший режиссёр                                                 | • Джордж Рой Хилл — «Бутч Кэссиди и Санденс Кид»                                                                          |                                                                                  |
| Лучший режиссёр                                                 | • Сидни Поллак — «Загнанных лошадей пристреливают, не правда ли?»                                                         |                                                                                  |
| Лучший режиссёр                                                 | • Коста-Гаврас — «Дзета»                                                                                                  |                                                                                  |
| Лучший актёр                                                    | Джон Уэйн | ★ Джон Уэйн — «Настоящее мужество» (за роль Рубена Дж. «Задиры» Когберна)        |
| Лучший актёр                                                    | Джон Уэйн | • Ричард Бёртон — «Тысяча дней Анны» (за роль короля Англии Генриха VIII)        |
| Лучший актёр                                                    | Джон Уэйн | • Дастин Хоффман — «Полуночный ковбой» (за роль Энрико Сальваторе «Ратсо» Риццо) |
| Лучший актёр                                                    | Джон Уэйн | • Питер О’Тул — «Прощайте, мистер Чипс» (за роль Артура Чиппинга)                |
| Лучший актёр                                                    | Джон Уэйн | • Джон Войт — «Полуночный ковбой» (за роль Джо Бака)                             |
| Лучшая актриса                                                  | | ★ Мэгги Смит — «Расцвет мисс Джин Броди» (за роль Джин Броди)                    |
| Лучшая актриса                                                  | • Женевьев Бюжо — «Тысяча дней Анны» (за роль Анны Болейн)                                                                |                                                                                  |
| Лучшая актриса                                                  | • Джейн Фонда — «Загнанных лошадей пристреливают, не правда ли?» (за роль Глории Битти)                                   |                                                                                  |
| Лучшая актриса                                                  | • Лайза Миннелли — «Бесплодная кукушка» (за роль Мэри Энн «Пуки» Адамс)                                                   |                                                                                  |
| Лучшая актриса                                                  | • Джин Симмонс — «Счастливый конец» (за роль Мэри Уилсон)                                                                 |                                                                                  |
| Лучший актёр второго плана                                      | | ★ Гиг Янг — «Загнанных лошадей пристреливают, не правда ли?» (за роль Рокки)     |
| Лучший актёр второго плана                                      | • Руперт Кросс — «Воры» (за роль Неда МакКэслина)                                                                         |                                                                                  |
| Лучший актёр второго плана                                      | • Эллиотт Гулд — «Боб и Кэрол, Тед и Элис» (за роль Теда Хендерсона)                                                      |                                                                                  |
| Лучший актёр второго плана                                      | • Джек Николсон — «Беспечный ездок» (за роль Джорджа Хэнсона)                                                             |                                                                                  |
| Лучший актёр второго плана                                      | • Энтони Куэйл — «Тысяча дней Анны» (за роль кардинала Уолси)                                                             |                                                                                  |
| Лучшая актриса второго плана                                    | | ★ Голди Хоун — «Цветок кактуса» (за роль Тони Симмонс)                           |
| Лучшая актриса второго плана                                    | • Кэтрин Бёрнс — «Последнее лето» (за роль Роды)                                                                          |                                                                                  |
| Лучшая актриса второго плана                                    | • Дайан Кэннон — «Боб и Кэрол, Тед и Элис» (за роль Элис Хендерсон)                                                       |                                                                                  |
| Лучшая актриса второго плана                                    | • Сильвия Майлз — «Полуночный ковбой» (за роль Касс)                                                                      |                                                                                  |
| Лучшая актриса второго плана                                    | • Сюзанна Йорк — «Загнанных лошадей пристреливают, не правда ли?» (за роль Элис)                                          |                                                                                  |
| Лучший сценарий, основанный на неопубликованном ранее материале | | ★ Уильям Голдмен за сценарий к фильму «Бутч Кэссиди и Санденс Кид»               |
| Лучший сценарий, основанный на неопубликованном ранее материале | • Пол Мазурски и Ларри Таккер — «Боб и Кэрол, Тед и Элис»                                                                 |                                                                                  |
| Лучший сценарий, основанный на неопубликованном ранее материале | • Никола Бадалукко, Энрико Медиоли и Лукино Висконти — «Гибель богов»                                                     |                                                                                  |
| Лучший сценарий, основанный на неопубликованном ранее материале | • Питер Фонда, Деннис Хоппер и Терри Саузерн — «Беспечный ездок»                                                          |                                                                                  |
| Лучший сценарий, основанный на неопубликованном ранее материале | • Уолон Грин, Рой Н. Сикнер и Сэм Пекинпа — «Дикая банда»                                                                 |                                                                                  |
| Лучший адаптированный сценарий                                  | ★ Уолдо Солт — «Полуночный ковбой» (по одноимённому роману Джеймса Лео Херлихая)                                          | ★ Уолдо Солт — «Полуночный ковбой» (по одноимённому роману Джеймса Лео Херлихая) |
| Лучший адаптированный сценарий                                  | • Джон Хейл, Бриджет Боланд и Ричард Соколов — «Тысяча дней Анны» (по одноимённой пьесе Максвелла Андерсона)              |                                                                                  |
| Лучший адаптированный сценарий                                  | • Арнольд Шульман — «Прощай, Колумб» (по одноимённому роману Филипа Рота)                                                 |                                                                                  |
| Лучший адаптированный сценарий                                  | • Джеймс По и Роберт Э. Томпсон — «Загнанных лошадей пристреливают, не правда ли?» (по одноимённому роману Хораса Маккоя) |                                                                                  |
| Лучший адаптированный сценарий                                  | • Хорхе Семпрун и Коста-Гаврас — «Дзета» (по одноимённому роману Василиса Василикоса)                                     |                                                                                  |
| Лучший фильм на иностранном языке                               | ★ Дзета / Z (Алжир) реж. Коста-Гаврас                                                                                     | ★ Дзета / Z (Алжир) реж. Коста-Гаврас                                            |
| Лучший фильм на иностранном языке                               | • Одален 31 / Ådalen 31 (Швеция) реж. Бу Видерберг                                                                        |                                                                                  |
| Лучший фильм на иностранном языке                               | • Битва на Неретве / Битка на Неретви / Bitka na Neretvi (Югославия) реж. Велько Булайич                                  |                                                                                  |
| Лучший фильм на иностранном языке                               | • Братья Карамазовы (СССР) реж. Иван Пырьев                                                                               |                                                                                  |
| Лучший фильм на иностранном языке                               | • Ночь у Мод / Ma nuit chez Maud (Франция) реж. Эрик Ромер                                                                |                                                                                  |

### Другие категории
| Категории                                                 | Лауреаты и номинанты | Лауреаты и номинанты |
| --------------------------------------------------------- | --- | --- |
| Лучшая музыка: Оригинальный саундтрек                     | Берт Бакарак в 1972 году | ★ Берт Бакарак — «Бутч Кэссиди и Санденс Кид» |
| Лучшая музыка: Оригинальный саундтрек                     | Берт Бакарак в 1972 году | • Жорж Делерю — «Тысяча дней Анны» |
| Лучшая музыка: Оригинальный саундтрек                     | Берт Бакарак в 1972 году | • Джон Уильямс — «Воры» |
| Лучшая музыка: Оригинальный саундтрек                     | Берт Бакарак в 1972 году | • Эрнест Голд — «Тайна Санта-Виттории» |
| Лучшая музыка: Оригинальный саундтрек                     | Берт Бакарак в 1972 году | • Джерри Филдинг — «Дикая банда» |
| Лучшая музыка: Запись песен к фильму, адаптация партитуры | ★ Ленни Хэйтон и Лайонел Ньюман (адаптация партитуры) — «Хелло, Долли!»                                                                                      | ★ Ленни Хэйтон и Лайонел Ньюман (адаптация партитуры) — «Хелло, Долли!»                                                                                      |
| Лучшая музыка: Запись песен к фильму, адаптация партитуры | • Лесли Брикасс (музыка и слова) и Джон Уильямс (адаптация партитуры) — «Прощайте, мистер Чипс»                                                              | |
| Лучшая музыка: Запись песен к фильму, адаптация партитуры | • Нельсон Риддл (адаптация партитуры) — «Золото Калифорнии»                                                                                                  | |
| Лучшая музыка: Запись песен к фильму, адаптация партитуры | • Сай Коулмэн (адаптация партитуры) — «Милая Чарити» | |
| Лучшая музыка: Запись песен к фильму, адаптация партитуры | • Джонни Грин и Альберт Вудбери (адаптация партитуры) — «Загнанных лошадей пристреливают, не правда ли?»                                                     | |
| Лучшая песня к фильму                                     | ★ Raindrops Keep Fallin’ on My Head — «Бутч Кэссиди и Санденс Кид» — музыка: Берт Бакарак, слова: Хэл Дэвид                                                  | ★ Raindrops Keep Fallin’ on My Head — «Бутч Кэссиди и Санденс Кид» — музыка: Берт Бакарак, слова: Хэл Дэвид                                                  |
| Лучшая песня к фильму                                     | • Come Saturday Morning — «Бесплодная кукушка» — музыка: Фред Карлин, слова: Дори Превин                                                                     | |
| Лучшая песня к фильму                                     | • Jean — «Расцвет мисс Джин Броди» — музыка и слова: Род МакКуэн                                                                                             | |
| Лучшая песня к фильму                                     | • True Grit — «Настоящее мужество» — музыка: Элмер Бернстайн, слова: Дон Блэк                                                                                | |
| Лучшая песня к фильму                                     | • What Are You Doing the Rest of Your Life? — «Счастливый конец» — музыка: Мишель Легран, слова: Алан и Мэрилин Бергман                                      | |
| Лучший монтаж                                             | ★ Франсуаза Бонно — «Дзета» | ★ Франсуаза Бонно — «Дзета» |
| Лучший монтаж                                             | • Уильям Рейнольдс — «Хелло, Долли!» | |
| Лучший монтаж                                             | • Хью А. Робертсон — «Полуночный ковбой» | |
| Лучший монтаж                                             | • Уильям А. Лион, Эрл Хердан — «Тайна Санта-Виттории» | |
| Лучший монтаж                                             | • Фредерик Стайнкамп — «Загнанных лошадей пристреливают, не правда ли?»                                                                                      | |
| Лучшая операторская работа                                | ★ Конрад Л. Холл — «Бутч Кэссиди и Санденс Кид» | ★ Конрад Л. Холл — «Бутч Кэссиди и Санденс Кид» |
| Лучшая операторская работа                                | • Артур Иббетсон — «Тысяча дней Анны» | |
| Лучшая операторская работа                                | • Чарльз Лэнг — «Боб и Кэрол, Тед и Элис» | |
| Лучшая операторская работа                                | • Гарри Стрэдлинг ст. (посмертно) — «Хелло, Долли!» | |
| Лучшая операторская работа                                | • Дэниел Л. Фапп — «Потерянные» | |
| Лучшая работа художника                                   | ★ Джон ДеКуир, Джек Мартин Смит, Херман А. Блюменталь (постановщики), Уолтер М. Скотт, Джордж Джеймс Хопкинс, Рафаэль Бреттон (декораторы) — «Хелло, Долли!» | ★ Джон ДеКуир, Джек Мартин Смит, Херман А. Блюменталь (постановщики), Уолтер М. Скотт, Джордж Джеймс Хопкинс, Рафаэль Бреттон (декораторы) — «Хелло, Долли!» |
| Лучшая работа художника                                   | • Морис Картер, Лайонел Коуч (постановщики), Патрик Маклафлин (декоратор) — «Тысяча дней Анны»                                                               | |
| Лучшая работа художника                                   | • Роберт Ф. Бойл, Джордж Б. Чан (постановщики), Эдвард Дж. Бойл, Карл Биддискомб (декораторы) — «Гэйли, Гэйли»                                               | |
| Лучшая работа художника                                   | • Александр Голицын, Джордж С. Уэбб (постановщики), Джек Д. Мур (декоратор) — «Милая Чарити»                                                                 | |
| Лучшая работа художника                                   | • Гарри Хорнер (постановщик), Фрэнк Р. МакКелви (декоратор) — «Загнанных лошадей пристреливают, не правда ли?»                                               | |
| Лучший дизайн костюмов                                    | ★ Маргарет Фёрс — «Тысяча дней Анны» | ★ Маргарет Фёрс — «Тысяча дней Анны» |
| Лучший дизайн костюмов                                    | • Рэй Агаян — «Весело, весело» | |
| Лучший дизайн костюмов                                    | • Ирен Шарафф — «Хелло, Долли!» | |
| Лучший дизайн костюмов                                    | • Эдит Хэд — «Милая Чарити» | |
| Лучший дизайн костюмов                                    | • Донфелд — «Загнанных лошадей пристреливают, не правда ли?»                                                                                                 | |
| Лучший звук                                               | ★ Джек Соломон, Мюррэй Спивак — «Хелло, Долли!» | ★ Джек Соломон, Мюррэй Спивак — «Хелло, Долли!» |
| Лучший звук                                               | • Джон Олдред — «Тысяча дней Анны» | |
| Лучший звук                                               | • Уильям Эдмондсон, Дэвид Докендорф — «Бутч Кэссиди и Санденс Кид»                                                                                           | |
| Лучший звук                                               | • Роберт Мартин, Клем Портман — «Гэйли, Гэйли» | |
| Лучший звук                                               | • Лес Фрешольц, Артур Пиантадоси — «Потерянные» | |
| Лучшие специальные визуальные эффекты                     | ★ Робби Робертсон — «Потерянные» | ★ Робби Робертсон — «Потерянные» |
| Лучшие специальные визуальные эффекты                     | • Эжен Лурье, Алекс Уэлдон — «Гибель на вулкане Кракатау» | |
| Лучший документальный полнометражный фильм                | ★ Артур Рубинштейн — Любовь к жизни / L'amour de la vie — Artur Rubinstein (продюсер: Бернард Шеври)                                                         | ★ Артур Рубинштейн — Любовь к жизни / L'amour de la vie — Artur Rubinstein (продюсер: Бернард Шеври)                                                         |
| Лучший документальный полнометражный фильм                | • Before the Mountain Was Moved / Before the Mountain Was Moved (продюсер: Роберт К. Шарп)                                                                   | |
| Лучший документальный полнометражный фильм                | • В год свиньи / In the Year of the Pig (продюсер: Эмиль де Антонио)                                                                                         | |
| Лучший документальный полнометражный фильм                | • Олимпиада в Мехико / Olimpiada en México (фильм оргкомитета XIX Олимпийских игр)                                                                           | |
| Лучший документальный полнометражный фильм                | • The Wolf Men / The Wolf Men (продюсер: Ирвин Ростен) | |
| Лучший документальный короткометражный фильм              | ★ Чехословакия 1968 / Czechoslovakia 1968 (продюсеры: Дэнис Сандерс и Роберт М. Фреско)                                                                      | ★ Чехословакия 1968 / Czechoslovakia 1968 (продюсеры: Дэнис Сандерс и Роберт М. Фреско)                                                                      |
| Лучший документальный короткометражный фильм              | • An Impression of John Steinbeck: Writer / An Impression of John Steinbeck: Writer (продюсер: Дональд Рай)                                                  | |
| Лучший документальный короткометражный фильм              | • Jenny Is a Good Thing / Jenny Is a Good Thing (продюсер: Джоан Хорват)                                                                                     | |
| Лучший документальный короткометражный фильм              | • Leo Beuerman / Leo Beuerman (продюсеры: Артур Х. Вульф и Russell A. Mosser)                                                                                | |
| Лучший документальный короткометражный фильм              | • Волшебные машины / The Magic Machines (продюсер: Джоан Келлер Стерн)                                                                                       | |
| Лучший игровой короткометражный фильм                     | ★ Волшебные машины / The Magic Machines (продюсер: Джоан Келлер Стерн)                                                                                       | ★ Волшебные машины / The Magic Machines (продюсер: Джоан Келлер Стерн)                                                                                       |
| Лучший игровой короткометражный фильм                     | • Блэйк / Blake (продюсер: Дуглас Джексон) | |
| Лучший игровой короткометражный фильм                     | • / People Soup (продюсер: Марк Мерсон) | |
| Лучшая короткометражка (мультипликация)                   | ★ Навряд ли птица / It's Tough to Be a Bird (продюсер: Уорд Кимбалл)                                                                                         | ★ Навряд ли птица / It's Tough to Be a Bird (продюсер: Уорд Кимбалл)                                                                                         |
| Лучшая короткометражка (мультипликация)                   | • О людях и демонах / Of Men and Demons (продюсеры: Джон Хабли и Фэйт Хабли)                                                                                 | |
| Лучшая короткометражка (мультипликация)                   | • В движении / En marchant / Walking (продюсер: Райан Ларкин)                                                                                                | |

### Специальные награды
| Награда                                                                                        | Лауреаты                        | Лауреаты                                                                               |
| ---------------------------------------------------------------------------------------------- | ------------------------------- | -------------------------------------------------------------------------------------- |
| Премия за выдающиеся заслуги в кинематографе (Почётный «Оскар») (Награду вручал Фрэнк Синатра) | Кэри Грант                      | ★ Кэри Грант — за «необыкновенное мастерство с уважением и признательностью от коллег» |
| Награда имени Джина Хершолта                                                                   | Джордж Джессел (фото 1926 года) | ★ Джордж Джессел                                                                       |

## Докладчики
- Фред Астер — Лучшая актриса второго плана, документальные фильмы
- Кэндис Берген — Лучший звук, Лучший дизайн костюмов, Лучшая песня к фильму
- Клаудия Кардинале — Лучший монтаж, Лучший фильм на иностранном языке
- Клинт Иствуд — Лучший фильм на иностранном языке
- Эллиотт Гулд — Лучший звук
- Боб Хоуп — Награда имени Джина Хершолта, документальные фильмы
- Джеймс Эрл Джонс — Лучший монтаж, Лучший оригинальный сценарий
- Мирна Лой — короткометражные фильмы, Лучшая работа художника, лучшая режиссура
- Эли Макгроу — Лучший оригинальный сценарий
- Барбара Макнейр — оригинальный саундтрек
- Клифф Робертсон — Лучшая актриса, оригинальный саундтрек, короткометражные фильмы
- Кэтрин Росс — Лучший актёр второго плана, Лучший адаптированный сценарий
- Фрэнк Синатра — Почётный «Оскар»
- Барбра Стрейзанд — Лучший актёр
- Элизабет Тейлор — Лучший фильм
- Джон Войт — Лучшая работа художника, Лучший адаптированный сценарий
- Джон Уэйн — Лучшая операторская работа
- Ракель Уэлч — Лучшие специальные визуальные эффекты

## Научно-технические награды
| Категории | Лауреаты |
| --------- | --- |
| Class I   | Не присуждалась |
| Class II  | • Hazeltine Corp. — за проектирование и разработку анализатора цветных пленок Hazeltine.                                                 |
| Class II  | • Фуад Сэд — за разработку и внедрение серии грузовиков Cinemobile для кинопроизводства.                                                 |
| Class II  | • Хуан Де ла Сьерва (Dyna-Sciences Corp.) — за проектирование и разработку оптического компенсатора движения изображения Dynalens.       |
| Class III | • Отто Попелка (Magna-Tech Electronics Co., Inc.) — за разработку системы циклического управления с электронным управлением.             |
| Class III | • Фентон Хамильтон (MGM Studios) — за концепцию и проектирование мобильной аккумуляторной установки для локационного освещения.          |
| Class III | • Panavision, Inc. — за проектирование и разработку двигателя для кинокамеры Panaspeed.                                                  |
| Class III | • Роберт М. Флинн (Universal City Studios, Inc.), Расселл Хесси (Universal City Studios, Inc.) — за модификацию пулемета для киносъемки. |